# Ječná

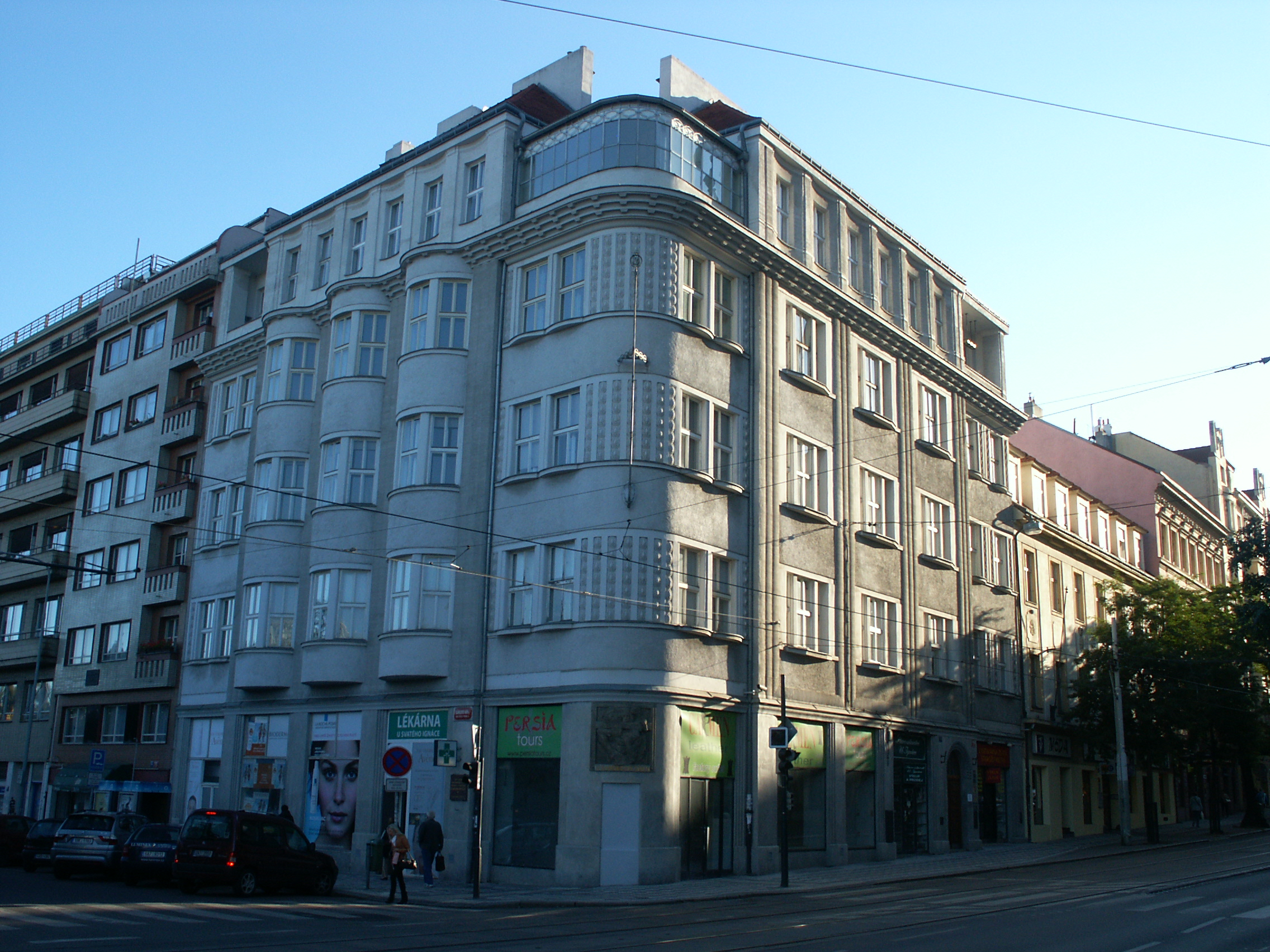
Secesní dům U Kamenného stolu (foto 2012)

Ječná (německy Gerstengasse) je frekventovaná ulice v Praze 2 – Novém Městě, která spojuje Karlovo náměstí a náměstí I. P. Pavlova. 

## Historie
Ulice byla vytyčena s Novým Městem pražským v roce 1348 a určena za tržiště s ječmenem, zatímco souběžná ulice Žitná sloužila pro trh se žitem. Kromě obilovin se zde prodával také vepřový dobytek, proto se zprvu nazývala Svinský trh nebo Svinská ulice, a brána v novoměstském opevnění, do níž ulice vedla, byla Svinská brána, po zrušení hradeb již jen Slepá brána. Žitná a Ječná ulice se obyvatelům odedávna pletly. Po zavedení tramvajové dopravy z Karlova náměstí Ječnou ulicí na náměstí Míru (asi 1910) se děti ve školách začaly učit rozlišovací mnemotechnickou pomůcku: v Ječné ulici ječí tramvaj, zatímco Žitnou ulicí tramvaj nikdy nejezdila. 

## Významné domy
- kostel sv. Ignáce s přilehlou novodobou kolejí (historická Novoměstská jezuitská kolej na Karlově náměstí, kolej slouží z větší části Všeobecné fakultní nemocnici)
- dům U Kamenného stolu, secesní dům čp. 557/II na rohu Ječné 1 a Karlova náměstí, s reliéfem Jaroslava Horejce
- Reálné gymnázium v Ječné, dnes Střední průmyslová škola elektrotechnická (Ječná 517/30)
- Církevní střední zdravotnická škola Jana Pavla II. (Ječná 527/33, dříve „Mariánský ústav – pensionát Kongregace dcer Božské lásky, domovina pro studentky a úřednice. Bezplatné přístřeší a strava pro dívky službu hledající a opatřování jim míst“[2])
- Budova Teplotechny (Ječná 243/39a)
- Štefánikův dům neboli Dům československého důstojnictva (1929–1931) – na rohu se Sokolskou (Ječná 486/42), v roce 1976 zapsaný do státního seznamu kulturních památek[3]
- Pivovarský dům / Výzkumný ústav pivovarský a sladařský (Ječná 511/16)

Další pozoruhodné stavby:
- dům v Ječné 7 byl za socialismu jedním z center protikomunistického disentu (byt rodiny Němcovy, tzv. „Věčná Ječná“ nebo „Jéčko“;[4] u vstupu bývala pamětní deska – automat na paměť Mejly Hlavsy, která hrála píseň „Muchomůrky bílé“),[5]
- dům U Zlatého kříže (Ječná 516/28),[6] kde Božena Němcová začala psát Babičku (kterou ovšem z rozporu s nápisem na pamětní desce dopsala až v domě v ulici Vyšehradské, na obou domech jsou umístěny pamětní desky)[7]
- prázdné domy: několik domů v ulici (včetně Ječné 7) je dlouhodobě neobývaných (z toho dva domy jsou evidovány na webu prazdnedomy.cz: rohový dům čp. 512/II Ječná 18 – Lípová 22,[8] v přízemí funguje kavárna Costa Coffee, jinak je dům prázdný)[9] a další čp. 1433/II v Ječné 9, sousedící s Ječnou 7 je také dosud (2022) prázdný.[10] Rekonstrukce domu Ječná 7 měla být hotova na podzim 2020[11]
- v ulici je také metodistická modlitebna (kostel Evangelické církve metodistické)[12] na dvoře domu U Sliveneckých (Ječná 545/19)[13] a Gymnázium, Střední odborná škola, Základní škola a Mateřská škola pro sluchově postižené v č. 530/27[14]

V ulici se nachází zastávky tramvaje Štěpánská a Karlovo náměstí.

## Galerie

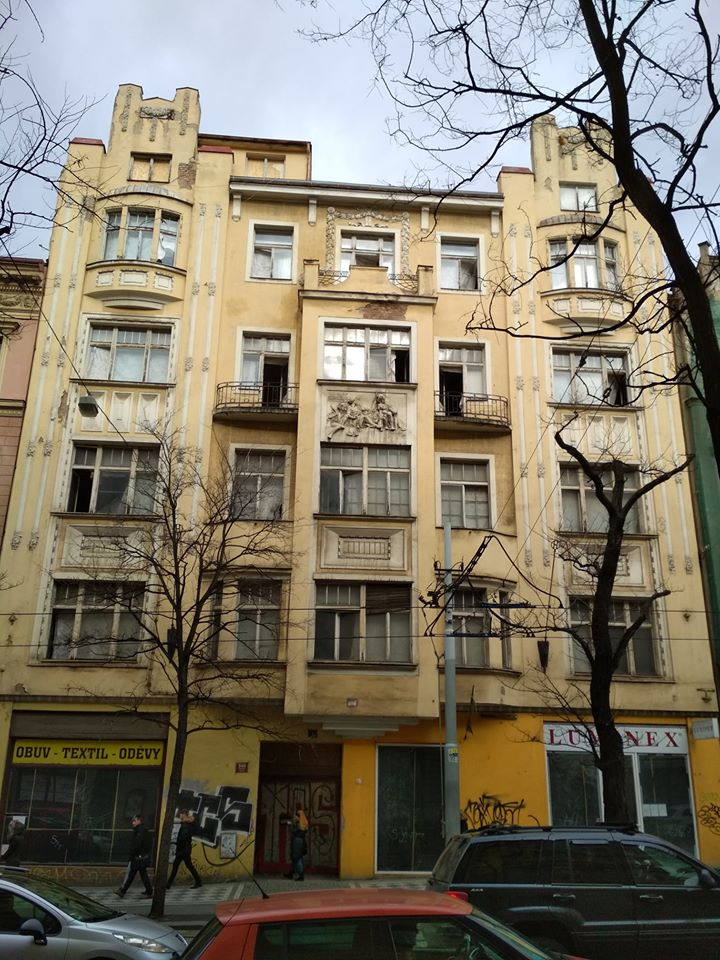
Dům v Ječné 7, za socialismu jedno z center protikomunistického disentu (foto 2020 – neobývaný)
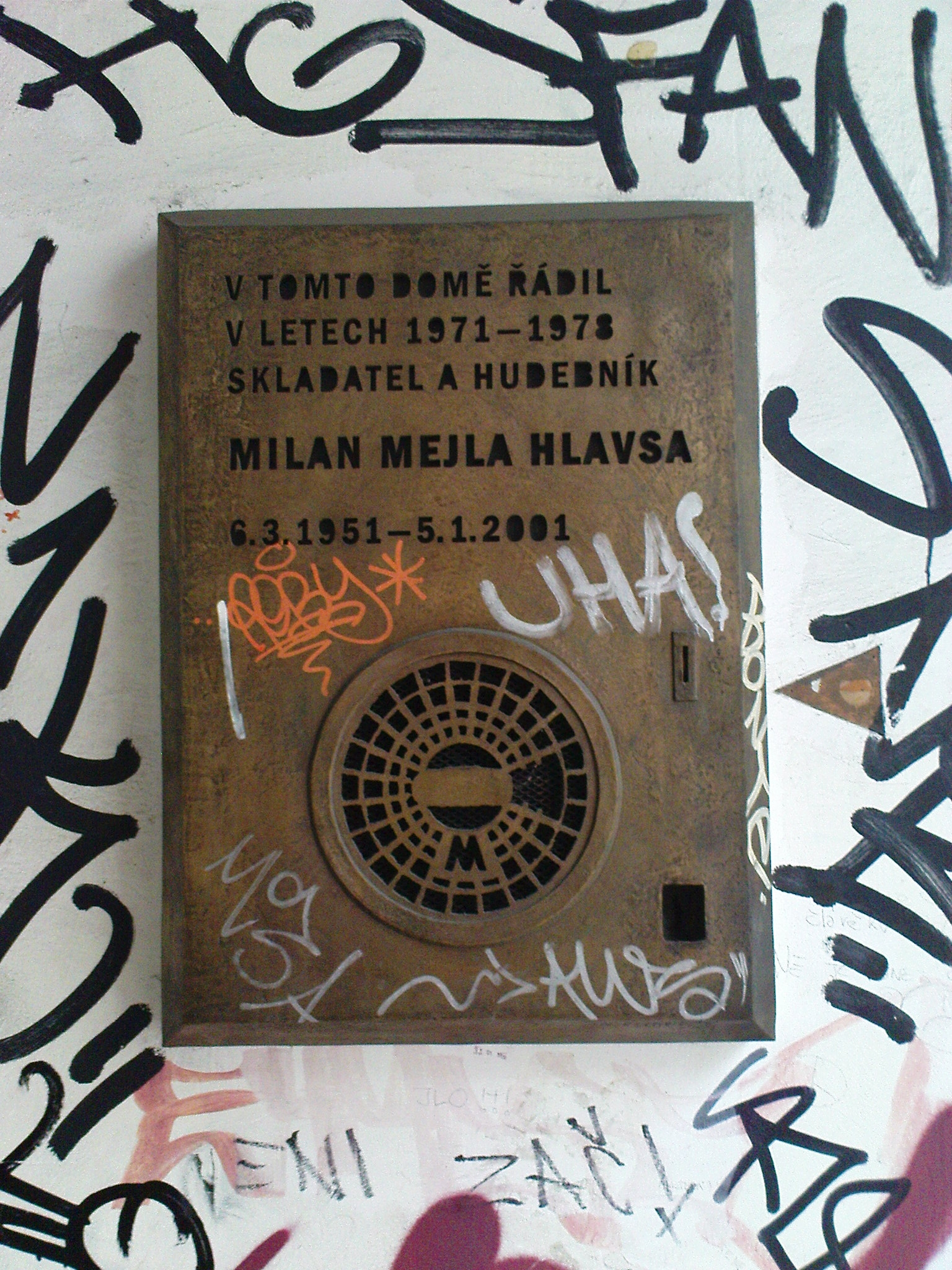
Plaketa na paměť Mejly Hlavsy v Ječné 7 (ukradena v roce 2011) (foto 2010)
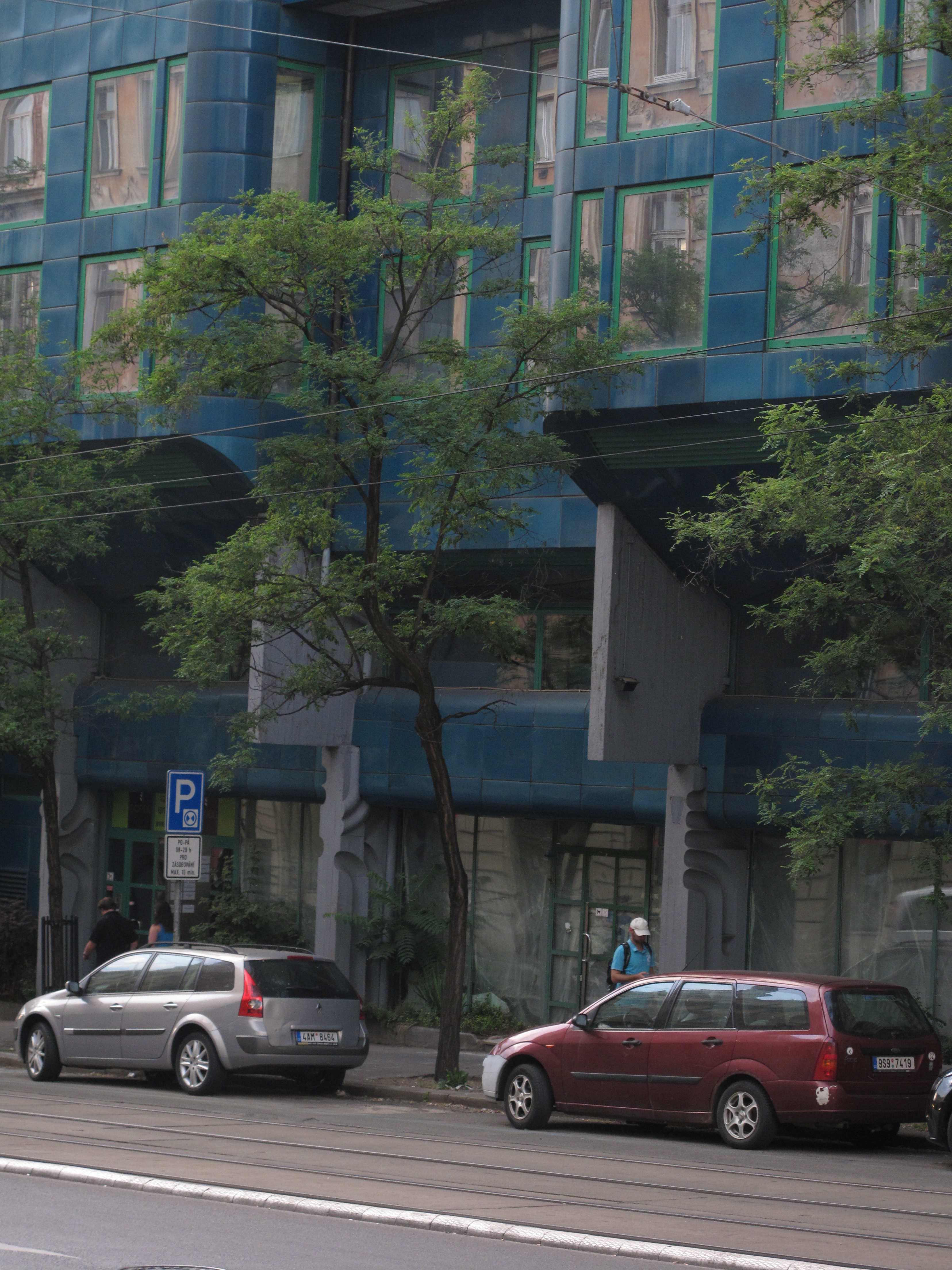
Moderní arkýře budovy Teplotechny
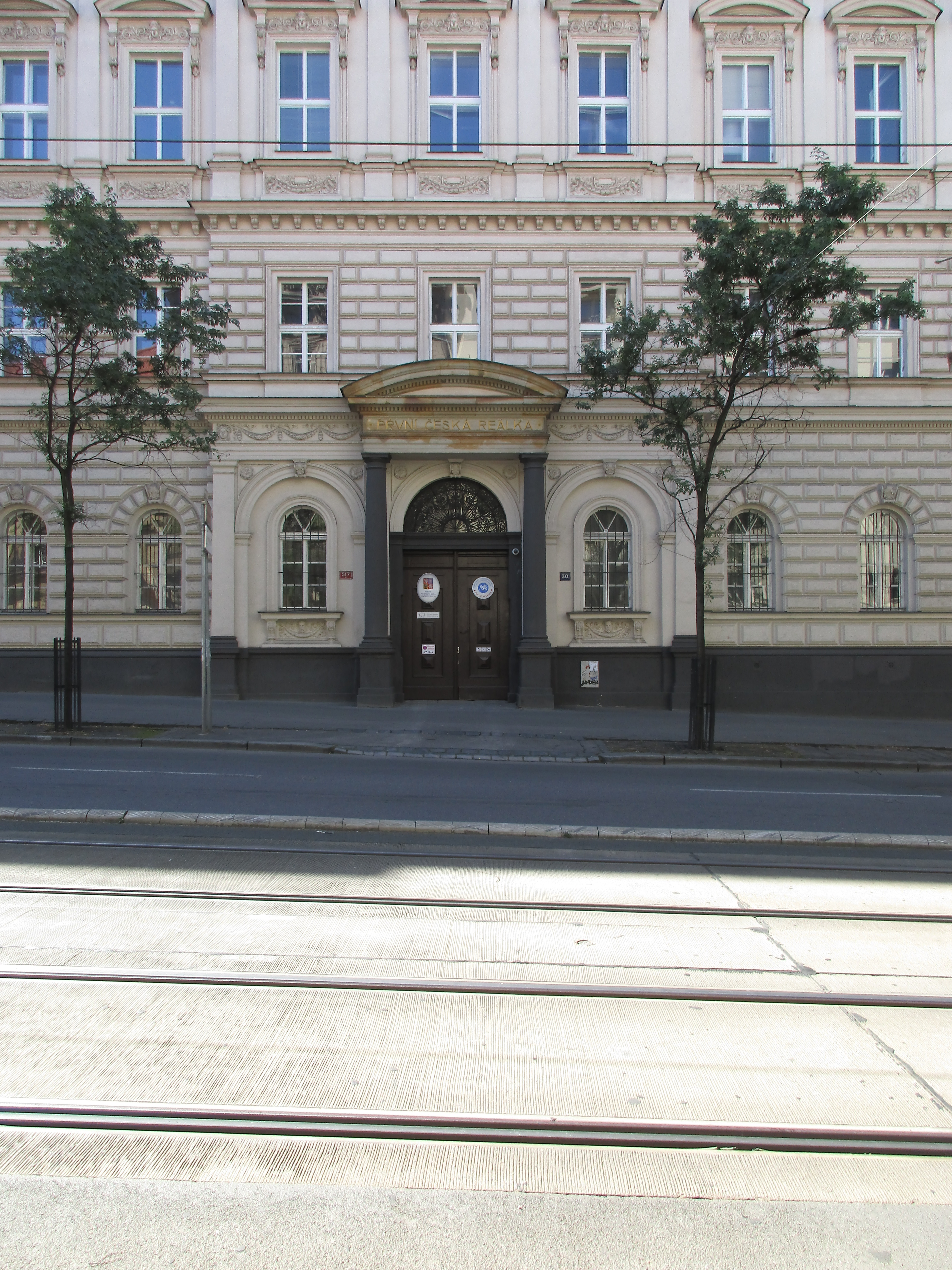
Reálné gymnázium v Ječné, vstupní rizalit
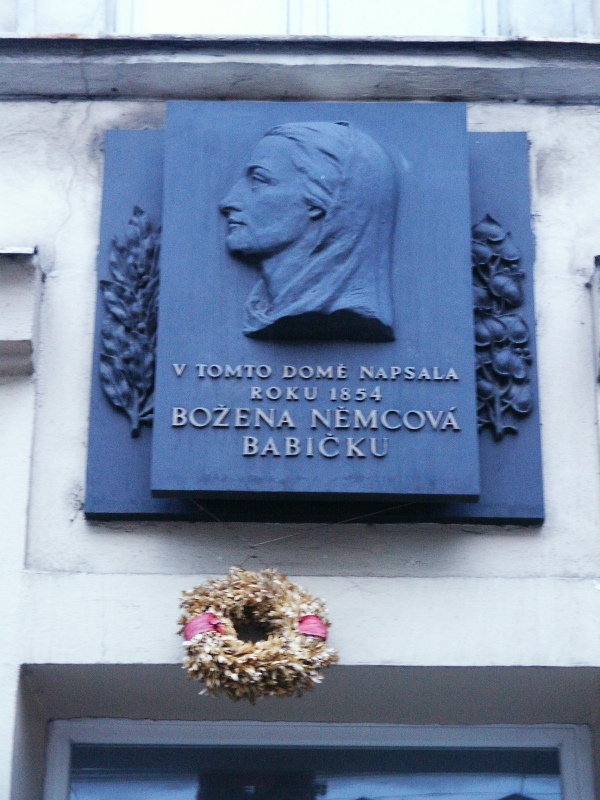
Dům, v němž Božena Němcová začala psát Babičku

## Sousední ulice a náměstí
Náměstí
- Karlovo náměstí
- Náměstí I. P. Pavlova

Ulice - severní strana
- Štěpánská
- V Tůních

Ulice - jižní strana
- Salmovská
- Lípová
- Ke Karlovu
- Melounová
- Kateřinská
- Sokolská